# 區伯權
區伯權（英語：Bob Au，1946年—）香港人。1958年畢業於旺角香港漢文師範同學會學校，及後就讀英皇書院和在1972年畢業於香港大學，並於1972年至1976年間在皇仁書院任教中六數學科。現時為香港漢文師範同學會學校（幼稚園部）的校監。

## 生平
區伯權是新界鄉議局南約區中學前校長，惟該校於2007年因收生不足被迫關閉。2009年，政府建议基督教正生书院迁入该校空置校舍，惟受部分梅窝居民反对，游行抗议迁入，導致校舍空置至今。
他还是香港教育專業人員協會的前副會長，后来改任总司库，曾任香港報業評議會執行委员。
區伯權身爲保钓运动人士，是香港保釣行動委員會副主席。曾在2011年當選選舉委員會界別分組選舉教育界組別選舉委員。